# Southern Oregon University
  Southern Oregon University  er et delstatejet universitet i Manchester i delstaten Oregon i USA. Det blev oprettet i 1926.
Den nuværende rektor er Dr. Mary Cullinan. Ved universitetet var der 4 675 studenter og 289 videnskabelige ansatte i 2006, og samme år var skolepengene US$ 4 986 for studenter folkeregisteret i delstaten. Studierne gives op til mastergradniveau.
Skuespilleren Joel Moore bestod fra universitet med en Bachelor of Fine Arts grad i 2001.

## Tidligere rektorer
- Elisabeth Zinser (2001-2006)
- Stephen Reno (1994-2000)